# Elecciones presidenciales de Togo de 2015
Las elecciones presidenciales se celebraron en Togo el 25 de abril de 2015. El presidente titular, Faure Gnassingbé, buscaba un tercer mandato y se enfrentó a otros cuatro candidatos, incluido el principal líder de la oposición, Jean-Pierre Fabre. Los resultados oficiales declararon a Gnassingbé ganador con aproximadamente el 59% de los votos, mientras que Fabre recibió el 35%. Fabre calificó los resultados de "crimen contra la soberanía nacional" y se adjudicó la victoria. Pese a las denuncias de fraude, las Naciones Unidas, la Unión Africana, la CEDEAO y la Consulta Nacional de la Sociedad Civil (una ONG togolesa financiada por la Unión Europea) consideraron que las elecciones fueron libres y transparentes.

## Resultados
| Candidato                          | Partido                                                | Votos     | %     |
| ---------------------------------- | ------------------------------------------------------ | --------- | ----- |
| Faure Gnassingbé                   | Unión por la República                                 | 1,221,756 | 58.75 |
| Jean-Pierre Fabre                  | Alianza Nacional para el Cambio                        | 732,026   | 35.21 |
| Tchaboure Gogue                    | Alianza de Demócratas por el Desarrollo Integral       | 83,803    | 4.03  |
| Komandega Tamaa                    | Nuevo Compromiso Togolés                               | 21,581    | 1.04  |
| Mohamed Tchassona-Traoré           | Movimiento Ciudadano por la Democracia y el Desarrollo | 20,064    | 0.96  |
| Votos nulos/en blanco              | Votos nulos/en blanco                                  | 58,813    | –     |
| Total                              | Total                                                  | 2,138,438 | 100   |
| Votantes registrados/participación | Votantes registrados/participación                     | 3,509,258 | 60.92 |
| Fuente: Constitutional Court       |                                                        |           |       |